# S・P・ムトゥラーマン
S・P・ムトゥラーマン（S. P. Muthuraman、1935年4月7日 - ）は、インドのタミル語映画で活動する映画監督。「SPM」の通称で知られている。これまでに72本の映画で監督を務め、タミル語映画で最も商業的に成功した監督の一人に挙げられる。

## 生い立ち
1935年4月7日、7人兄弟の第2子としてカライクディに生まれる。地域の慣習に従い「ラージャラーム・モーハン（Rajaram Mohan）」の別名が付けられたが、時代の経過と共に慣習が廃れたため、次第にこの名前は使用されなくなった。父ラーマ・スッバイヤはドラヴィダ運動の活動家で、1972年から1978年にかけてタミル・ナードゥ州議会議員を務めた。また、末弟スーバ・ヴィーラパンディアンもドラヴィダ運動家として活動している。

## キャリア
会社員を経て雑誌『テンドラール』の編集アシスタントに転職した。ムトゥラーマンは脚本家を志望しており、AVMプロダクションの脚本家チームへの就職を目指していたが、同社からは「映画製作の技術を学ぶように」と助言を受けて編集チームに採用された。1960年にA・ビームシンの助監督として『Kalathur Kannamma』に参加し、その後はクリシュナン＝パンジュ、D・ヨーガナンド、プッタンナ・カナガール、M・クリシュナン・ナーイル、A・C・ティルロークチャンダルの下で映画製作に携わった。
監督としてR・ムトゥラーマン、ジャイシャンカル、シヴァージ・ガネーサンの主演作を手掛けた後、ラジニカーントとカマル・ハーサンの主演作を手掛けたことで監督としての名声を得た。ラジニカーントとは1977年以来親密な関係を構築し、25本の映画で彼を主演に起用した。ムトゥラーマンはラジニカーントを商業スターに押し上げた功労者として知られており、『ボス その男シヴァージ』ではアソシエイト・プロデューサーを務めている。

## 家族
1957年にカマラと結婚し、3人の子供をもうけた。1992年10月15日に妻カマラと死別している。

## フィルモグラフィー

### 映画
- Kanimuthu Paappa（1972年）
- Petha Manam Pithu（1973年）
- Kasi Yathirai（1973年）
- Deiva Kuzhandhaigal（1973年）
- Engamma Sapatham（1974年）
- Anbu Thangai（1974年）
- Yarukku Mappillai Yaro（1975年）
- Mayangukiral Oru Maadhu（1975年）
- Aan Pillai Singam（1975年）
- Thunive Thunai（1976年）
- Kaalangalil Aval Vasantham（1976年）
- Oru Oodhappu Kan Simittugiradhu（1976年）
- Oru Kodiyil Iru Malargal（1976年）
- Mogam Muppadhu Varusham（1976年）
- Sonthamadi Nee Enakku（1977年）
- Pennai Solli Kutramillai（1977年）
- Bhuvana Oru Kelvi Kuri（1977年）
- Aadu Puli Attam（1977年）
- Aalukkoru Aasai（1977年）
- Kaatrinile Varum Geetham（1978年）
- Vattathukkul Chaduram（1978年）
- Sakka Podu Podu Raja（1978年）
- Priya（1978年）
- Kavari Maan（1979年）
- Kadavul Amaitha Medai（1979年）
- Oru Koyil Iru Dheebangal（1979年）
- Aarilirunthu Arubathu Varai（1979年）
- Vetrikku Oruvan（1979年）
- Rishi Moolam（1980年）
- Murattu Kaalai（1980年）
- Kazhugu（1981年）
- Netrikkan（1981年）
- Ranuva Veeran（1981年）
- Kudumbam Oru Kadambam（1981年）
- Pokkiri Raja（1982年）
- Puthukavithai（1982年）
- Sakalakala Vallavan（1982年）
- Paayum Puli（1983年）
- Oru Kai Pappom（1983年）
- Adutha Varisu（1983年）
- Thoongathey Thambi Thoongathey（1983年）
- Naan Mahaan Alla（1984年）
- Oorukku Upadesam（1984年）
- Nallavanukku Nallavan（1984年）
- Enakkul Oruvan（1984年）
- Nalla Thambi（1985年）
- Ammavum Neeye Appavum Neeye（1985年）
- Uyarndha Ullam（1985年）
- Sri Raghavendrar（1985年）
- Japanil Kalyanaraman（1985年）
- Mr. Bharath（1986年）
- Dharma Devathai（1986年）
- Samsaram Oka Chadarangam（1987年）
- Velaikkaran（1987年）
- Per Sollum Pillai（1987年）
- Manithan（1987年）
- Guru Sishyan（1988年）
- Nallavan（1988年）
- Dharmathin Thalaivan（1988年）
- Raja Chinna Roja（1989年）
- Ulagam Pirandhadhu Enakkaga（1990年）
- Thiyagu（1990年）
- Athisaya Piravi（1990年）
- Guru Sishyulu（1990年）
- Thaiyalkaran（1991年）
- Jeevana Chadarangam（1991年）
- Kaaval Geetham（1992年）
- Pandian（1992年）
- Thottil Kuzhandhai（1995年）

### テレビシリーズ
- Nimmadhi Ungal Choice（1997年）

## 受賞歴

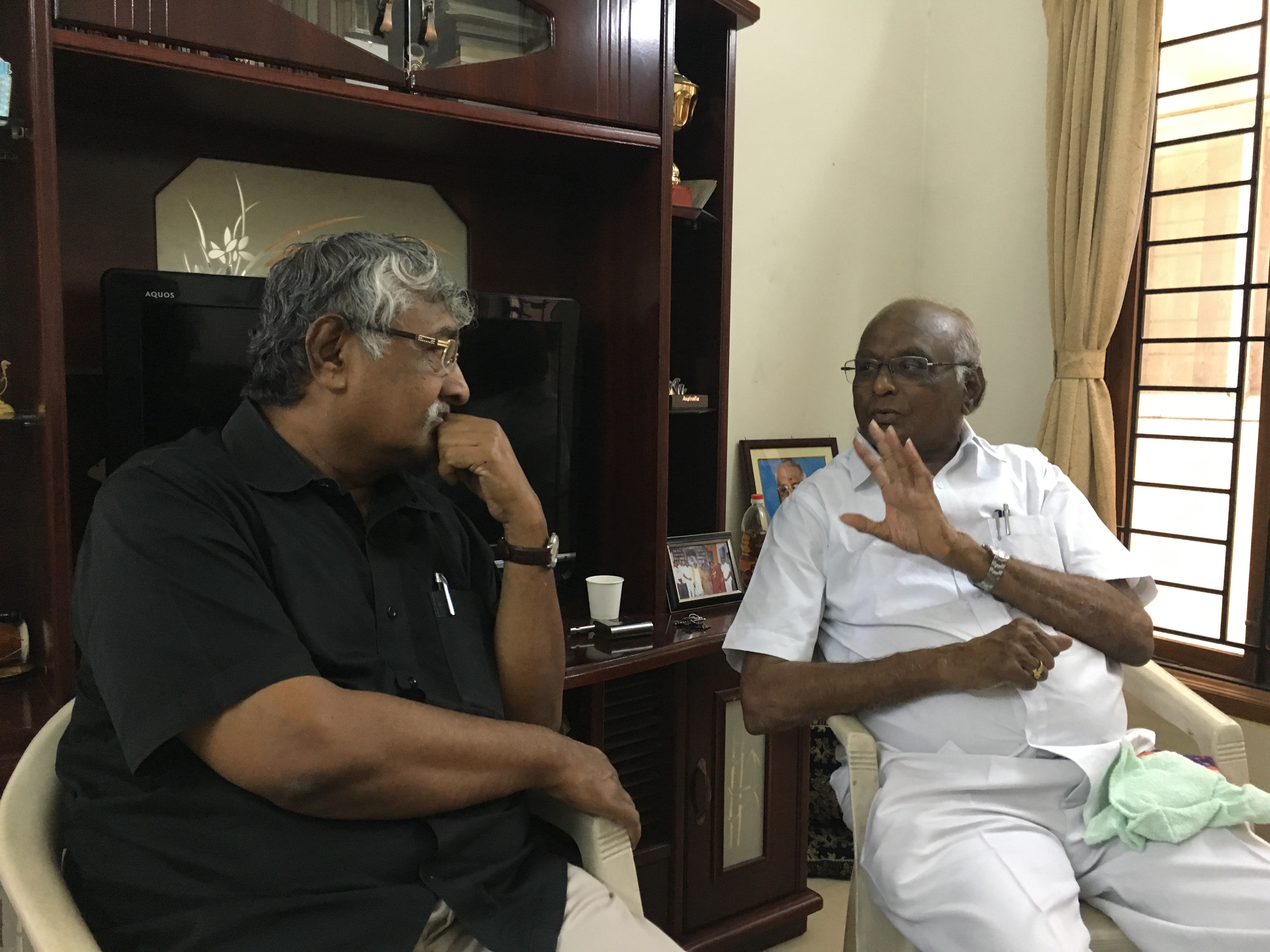
S・P・ムトゥラーマンとスーバ・ヴィーラパンディアン（2016年）

| 年                                | 部門                              | 作品                                | 結果                              | 出典                              |
| フィルムフェア賞 南インド映画部門 | フィルムフェア賞 南インド映画部門 | フィルムフェア賞 南インド映画部門   | フィルムフェア賞 南インド映画部門 | フィルムフェア賞 南インド映画部門 |
| --------------------------------- | --------------------------------- | ----------------------------------- | --------------------------------- | --------------------------------- |
| 1977年                            | タミル語映画部門監督賞            | 『Oru Oodhappu Kan Simittugiradhu』 | 受賞                              | [ 14 ]                            |
| 1977年                            | タミル語映画部門監督賞            | 『Thunive Thunai』                  | ノミネート                        | [ 14 ]                            |
| 1978年                            | タミル語映画部門監督賞            | 『Bhuvana Oru Kelvi Kuri』          | 受賞                              | [ 15 ]                            |
| 1979年                            | タミル語映画部門監督賞            | 『Priya』                           | ノミネート                        |                                   |
| 1981年                            | タミル語映画部門監督賞            | 『Murattu Kaalai』                  | ノミネート                        |                                   |
| 1983年                            | タミル語映画部門監督賞            | 『Enkeyo Ketta Kural』              | ノミネート                        |                                   |
| 1985年                            | タミル語映画部門監督賞            | 『Nallavanukku Nallavan』           | ノミネート                        |                                   |
| 2012年                            | 生涯功労賞                        | N/A                                 | 受賞                              | [ 16 ]                            |
| IIFAウトサヴァム                  |                                   |                                     |                                   |                                   |
| 2017年                            | 生涯貢献賞                        | N/A                                 | 受賞                              | [ 17 ]                            |
| タミル・ナードゥ州映画賞          |                                   |                                     |                                   |                                   |
| 1979年                            | 監督賞                            | 『Aarilirunthu Arubathu Varai』     | 受賞                              | [ 18 ]                            |
| 1982年                            | 作品賞                            | 『Enkeyo Ketta Kural』              | 受賞                              |                                   |